# Остров Крашенинникова
О́стров Крашени́нникова — остров в Авачинском заливе Тихого океана у юго-восточного побережья Камчатки.
Находится к северо-востоку от мыса Налычева, к западу от Шипунского полуострова, южнее устья реки Островная.
Назван в 1831 году капитаном корпуса флотских штурманов (КФШ) Пётром Ивановичем Ильиным (1796—1842) в честь известного исследователя Камчатки Степана Петровича Крашенинникова (1711—1755).
Известен своей колонией водоплавающих птиц и является особо охраняемой природной территорией — входит в состав природного парка «Налычево». Наивысшая точка — 211 метров над уровнем моря.